# Distretto di Lalaquiz
Il distretto di Lalaquiz è un distretto del Perù, facente parte della provincia di Huancabamba, nella regione di Piura.